# Amazonas, Venezuela
Statul Amazonas (spaniolă Estado Amazonas) este unul dintre cele 23 de state (spaniolă estados) din care Venezuela este formată. Statul Amazonas ocupă aproximativ a cincea parte din suprafața Venezuelei, dar are mai puțin de 1% din populația țării. Capitala statului Amazonas este Puerto Ayacucho. 

## Municipalități
Statul Amazonas este împărțit în șapte municipalități și 25 de districte:
| Municipalitate | Capitala                | km²        | Pop                | Harta |
| -------------- | ----------------------- | ---------- | ------------------ | ----- |
| Alto Orinoco   | La Esmeralda            | 49.217 km² | 14.222 hab. (2008) |       |
| Atabapo        | San Fernando de Atabapo | 25.062 km² | 12.797 hab. (2007) |       |
| Atures         | Puerto Ayacucho         | 7.302 km²  | 91.386 hab (2007)  |       |
| Autana         | Isla Ratón              | 12.291 km² | 8.181 hab (2007)   |       |
| Manapiare      | San Juan de Manapiare   | 32.042 km² | 9.658 hab (2007)   |       |
| Maroa          | Maroa                   | 13.082 km² | 8.181 hab (2005)   |       |
| Río Negro      | San Carlos de Río Negro | 37.903 km² | 9.658 hab (2007)   |       |